# Wybory do Parlamentu Europejskiego we Włoszech w 2009 roku
Wybory do Parlamentu Europejskiego VII kadencji we Włoszech zostały przeprowadzone 6 i 7 czerwca 2009. Zgodnie z postanowieniami traktatu nicejskiego w ich wyniku zostało wybranych 72 deputowanych (w miejsce dotychczasowych 78). Wybory zakończyły się zwycięstwem rządzącej centroprawicy z Ludu Wolności. Wprowadzenie wynoszącego 4% progu wyborczego (z wyjątkami dla partii regionalnych) uniemożliwiło utrzymanie mandatów ugrupowaniom skrajnej prawicy, komunistom i radykałom.

## Wyniki wyborów
| Lista wyborcza                                        | Głosy      | %      | Mandaty |
| ----------------------------------------------------- | ---------- | ------ | ------- |
| Lud Wolności                                          | 10 797 296 | 35,26% | 29      |
| Partia Demokratyczna                                  | 7 999 476  | 26,12% | 21      |
| Liga Północna                                         | 3 126 181  | 10,21% | 9       |
| Włochy Wartości                                       | 2 450 643  | 8,00%  | 7       |
| Unia Centrum                                          | 1 995 021  | 6,51%  | 5       |
| Odrodzenie Komunistyczne i Partia Komunistów Włoskich | 1 037 862  | 3,39%  | 0       |
| Lewica i Wolność                                      | 957 822    | 3,13%  | 0       |
| Lista Marca Pannelli i Emmy Bonino                    | 743 284    | 2,43%  | 0       |
| Biegun Autonomii                                      | 681 290    | 2,22%  | 0       |
| Ruch Socjalny – Trójkolorowy Płomień                  | 246 403    | 0,80%  | 0       |
| Komunistyczna Partia Robotnicza                       | 166 531    | 0,54%  | 0       |
| Nowa Siła                                             | 147 343    | 0,48%  | 0       |
| Południowotyrolska Partia Ludowa                      | 143 509    | 0,47%  | 1       |
| Liberalni Demokraci                                   | 71 067     | 0,23%  | 0       |
| Vallee d’Aoste                                        | 32 913     | 0,11%  | 0       |
| Autonomia Wolność Demokracja                          | 27 199     | 0,09%  | 0       |
| Razem                                                 | 30 623 840 |        | 72      |